# Careca (cầu thủ bóng đá, sinh 1983)
Rodrigo Vergilio, còn được biết với tên Careca (sinh ngày 13 tháng 4 năm 1983), là một tiền đạo bóng đá người Brasil hiện tại thi đấu cho Suphanburi.
Careca trước đây thi đấu cho Cerezo Osaka ở J2 League.
Careca ký hợp đồng với Al Qadsia ở Giải bóng đá ngoại hạng Kuwait, nhưng không thành công. Vào tháng 12 năm 2015 có thông báo rằng Careca sẽ gia nhập Chonburi mùa giải 2016.

## Thống kê câu lạc bộ
| Thành tích câu lạc bộ | Thành tích câu lạc bộ | Thành tích câu lạc bộ | Giải vô địch | Giải vô địch | Cúp                   | Cúp                   | Tổng cộng | Tổng cộng |
| Mùa giải              | Câu lạc bộ            | Giải vô địch          | Số trận      | Bàn thắng    | Số trận               | Bàn thắng             | Số trận   | Bàn thắng |
| Nhật Bản              | Nhật Bản              | Nhật Bản              | Giải vô địch | Giải vô địch | Cúp Hoàng đế Nhật Bản | Cúp Hoàng đế Nhật Bản | Tổng cộng | Tổng cộng |
| --------------------- | --------------------- | --------------------- | ------------ | ------------ | --------------------- | --------------------- | --------- | --------- |
| 2004                  | Ventforet Kofu        | J2 League             | 5            | 0            | 0                     | 0                     | 5         | 0         |
| 2007                  | Thespa Kusatsu        | J2 League             | 19           | 4            | 2                     | 0                     | 21        | 4         |
| 2008                  | Cerezo Osaka          | J2 League             | 15           | 3            | 0                     | 0                     | 15        | 3         |
| 2008                  | Shonan Bellmare       | J2 League             | 1            | 1            | 0                     | 0                     | 1         | 1         |
| Quốc gia              | Nhật Bản              | Nhật Bản              | 40           | 8            | 2                     | 0                     | 42        | 8         |
| Tổng                  | Tổng                  | Tổng                  | 40           | 8            | 2                     | 0                     | 42        | 8         |